# Michel Kassarji
Michel Kassarji (* 1. Juni 1956 in Zahlé) ist ein libanesischer Geistlicher und chaldäisch-katholischer Bischof von Beirut.

## Leben
Michel Kassarji empfing am 6. Mai 1985 die Priesterweihe.
Papst Johannes Paul II. ernannte ihn am 12. Januar 2001 zum Bischof von Beirut. Die Bischofsweihe spendete ihm der Patriarch von Babylon, Raphael I. Bidawid, am 10. März desselben Jahres; Mitkonsekratoren waren Antoine Audo SJ, Bischof von Aleppo, und Georges Scandar, Bischof von Zahlé.